# Ketu
 (août 2024).
Si vous disposez d'ouvrages ou d'articles de référence ou si vous connaissez des sites web de qualité traitant du thème abordé ici, merci de compléter l'article en donnant les références utiles à sa vérifiabilité et en les liant à la section « Notes et références ».
Pour les articles homonymes, voir Ketu (homonymie).
Ketu est un nom sanskrit ayant deux significations :
- Ketu, partie de l'asura (être démoniaque) qui, lors du barattage de la mer de lait, acquit l'immortalité, mais fut décapité ;
- en astrologie indienne, Ketu correspond au nœud descendant de la Lune. Il est également appelé Queue du Dragon par les astrologues occidentaux qui utilisent une forme « évoluée » de l'astrologie classique « occidentale » telle que l'astrologie karmique. L'autre point de l'orbite de la Lune où elle traverse l'écliptique, le nœud ascendant, est appelé Rahu par les astrologues indiens et Tête du Dragon par les astrologues occidentaux[1].

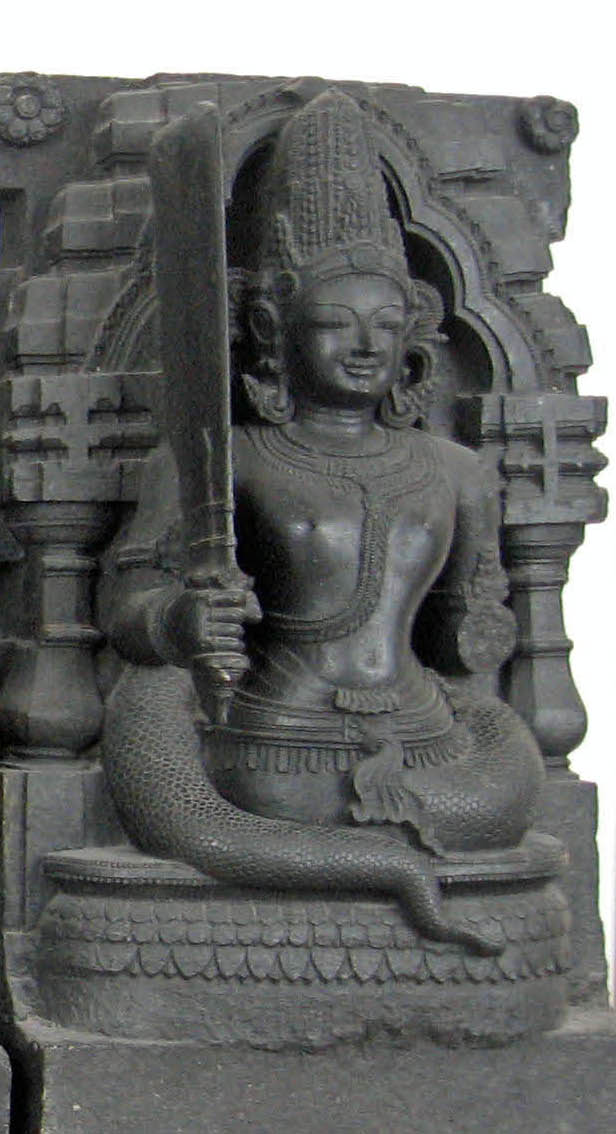
Sculpture de Ketu au British Museum.

L'astrologie occidentale, dont les sources sont pour beaucoup orientales ont, depuis Claude Ptolémée, traditionnellement utilisé la Tête et la Queue du Dragon (le Nœud Sud et le Nœud Nord de la Lune) en l'indiquant dans le thème astrologique, mais ce n'est que depuis l'avènement assez récent de l'astrologie karmique qu'ils sont devenus l'axe central de l'interprétation du thème. Auparavant, à en croire le Dictionnaire de l'Astrologie d'Henri-Joseph Gouchon, les astrologues se contentaient d'accorder une valeur « saturnienne » au Nœud Sud (Ketu ou Queue du Dragon) en tant que facteur de difficulté et une couleur jupitérienne au Nœud Nord (Rahu, Tête du Dragon). Notons pour souligner l'ancestralité et l'universalité de ce symbole trouvant probablement sa source dans le mythe cosmologique sumérien de Tiamat, qu'on le trouve aussi parmi les figures géomantiques sous le nom de Caput et Cauda Draconis, dans sa version latine.
Dans l'astrologie indienne, Rahu et Ketu, bien qu'étant des points « immatériels », font partie des navagrahas, les « neuf saisisseurs » censés présider aux destinées humaines comme aux cycles de la nature, en compagnie des deux luminaires et des cinq planètes « traditionnelles » :
- Sûrya, équivalent du Soleil,
- Chandra, équivalent de la Lune,
- Budha (avec un seul « d ») équivalent de Mercure,
- Sukra ou Shukra, équivalent de Vénus,
- Mangala ou Angaraka, équivalent de Mars,
- Guru ou Brihaspati, équivalent de Jupiter,
- Shani ou Sanaiscarya, équivalent de Saturne.
- Rahu, équivalent de la Tête du Dragon (nœud ascendant de la Lune)// Pluton.
- Ketu, équivalent de la Queue du Dragon (nœud descendant de la Lune)// Charon.

Note : les astrologues occidentaux ont une nette tendance à traduire hâtivement et abusivement le terme navagrahas par « planètes ».